# Boltzmanngasse
 (mai 2024).
La Boltzmanngasse est une rue située dans le 9e arrondissement d'Alsergrund de Vienne.

## Histoire

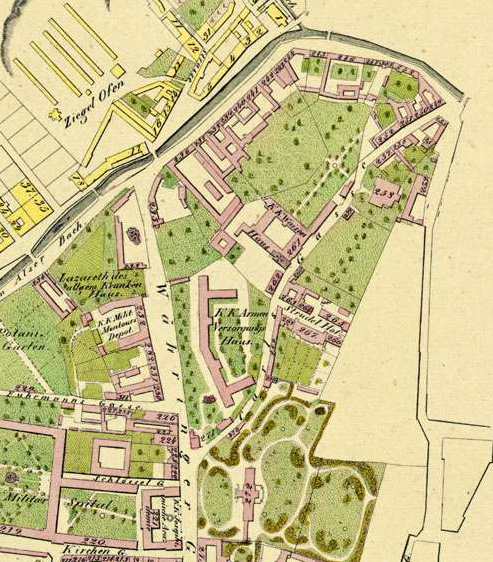
Carls-Gasse, aujourd'hui Boltzmanngasse, sur le plan d'Alservorstadt par Carl Graf Vasquez (vers 1830).

Jusqu'au XVIIIe siècle le terrain en grande partie non bâti sur lequel se trouve aujourd'hui la Boltzmanngasse s'appelait « Schottenpoint ». Les jardins Dietrichstein sont situés depuis 1690 à l'intersection de la Währinger Straße et en face du « Bäckenhäusel », utilisé depuis le milieu du XVIIe siècle comme hôpital et de maison de convalescence. L'Empereur Charles VI fit construire l'hôpital espagnol en 1717. La Boltzmanngasse d'aujourd'hui était connue sous le nom de Spitalberggasse ou « Am Spanish Spital », après 1820, principalement sous le nom de Karlsgasse, du nom de l'empereur Charles VI. L'hôpital espagnol n'était plus nécessaire après l'ouverture de l'hôpital général par l'empereur Joseph II et fut reconverti en orphelinat, après quoi l'allée fut nommée « Waisenhausgasse ». Jusqu'à l'incorporation de la banlieue à Vienne en 1850, la ruelle appartenait à la commune d'Alservorstadt. Le Bäckenhäusel fut fermé en 1868 et le bâtiment fut repris par le Tabak-Staats et démoli en 1907. Entre 1908 et 1915, les instituts chimiques et physiques de l'Université de Vienne furent construits à sa place et en 1913, l'allée fut nommée en l'honneur du physicien Ludwig Boltzmann.

### N°1, 3 et 5: Instituts de chimie et de physique

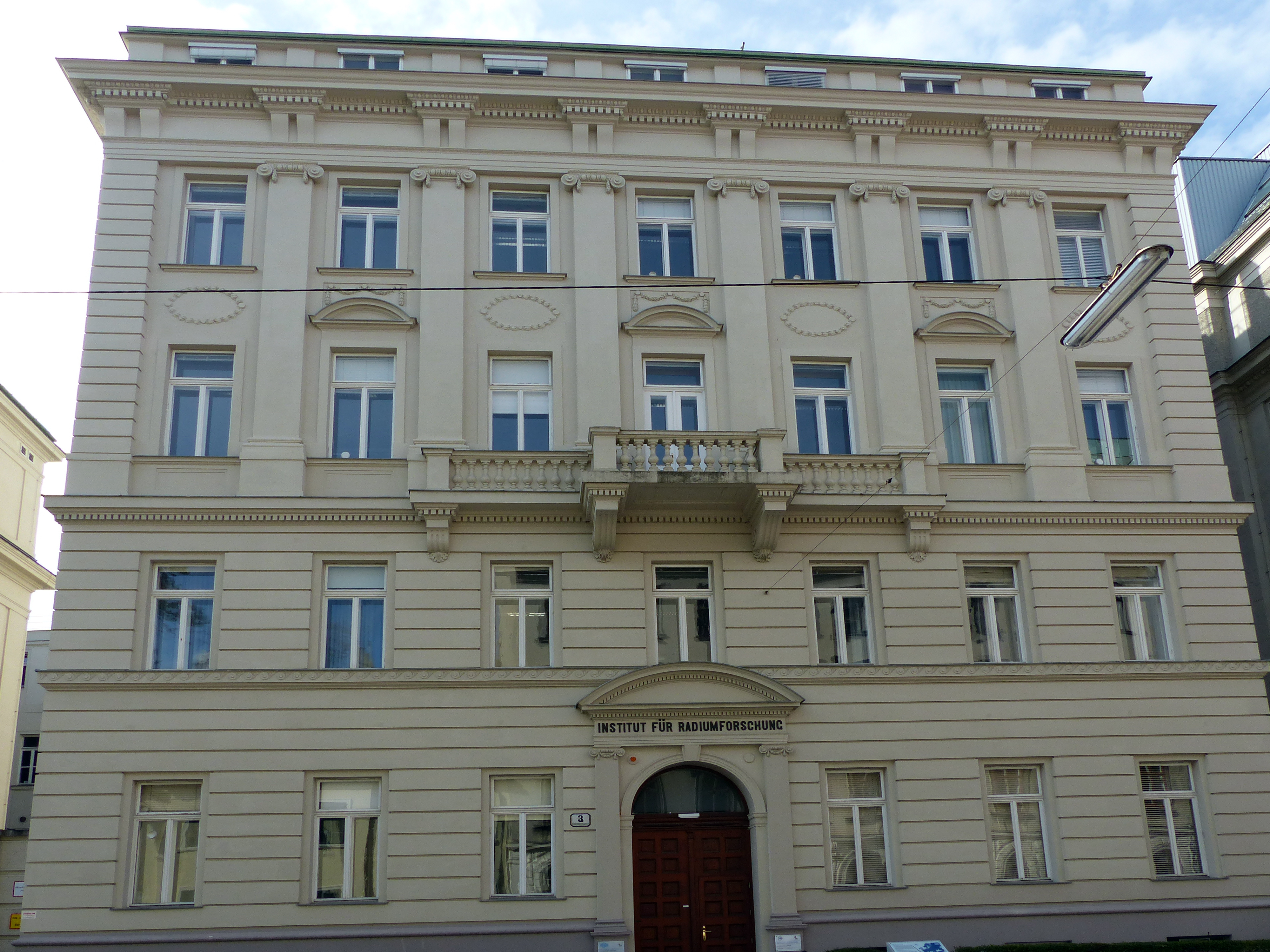
Boltzmanngasse 3 : ancien institut de recherche sur le radium

Le vaste complexe d'instituts chimiques et physiques couvre tout le quartier situé entre la Boltzmanngasse, la Währinger Straße et la Strudlhofgasse. Les façades sont structurées par un décor épuré de style néo-empire. Sur le parvis, devant l'entrée principale, il y a un monument à Carl Auer von Welsbach dans l'Institut de chimie (aujourd'hui l'Institut de chimie organique, analytique, biologique et alimentaire et de catalyse chimique). L'Institut de recherche sur le radium était situé au 3 de la Boltzmanngasse. Il abrite aujourd'hui des installations de l'Académie autrichienne des sciences, de l'Institut d'optique quantique et d'information quantique et de l'Institut Stefan-Meyer de physique subatomique.

### N°2 et 4: maisons de faubourg
En face des instituts universitaires se trouvent deux maisons de faubourg de la fin du XVIIIe et du début du XIXe siècle, qui jouxtent les jardins du palais Clam-Gallas.

### N°7 et 9: hôpital espagnol et église de Santa Maria de Mercede

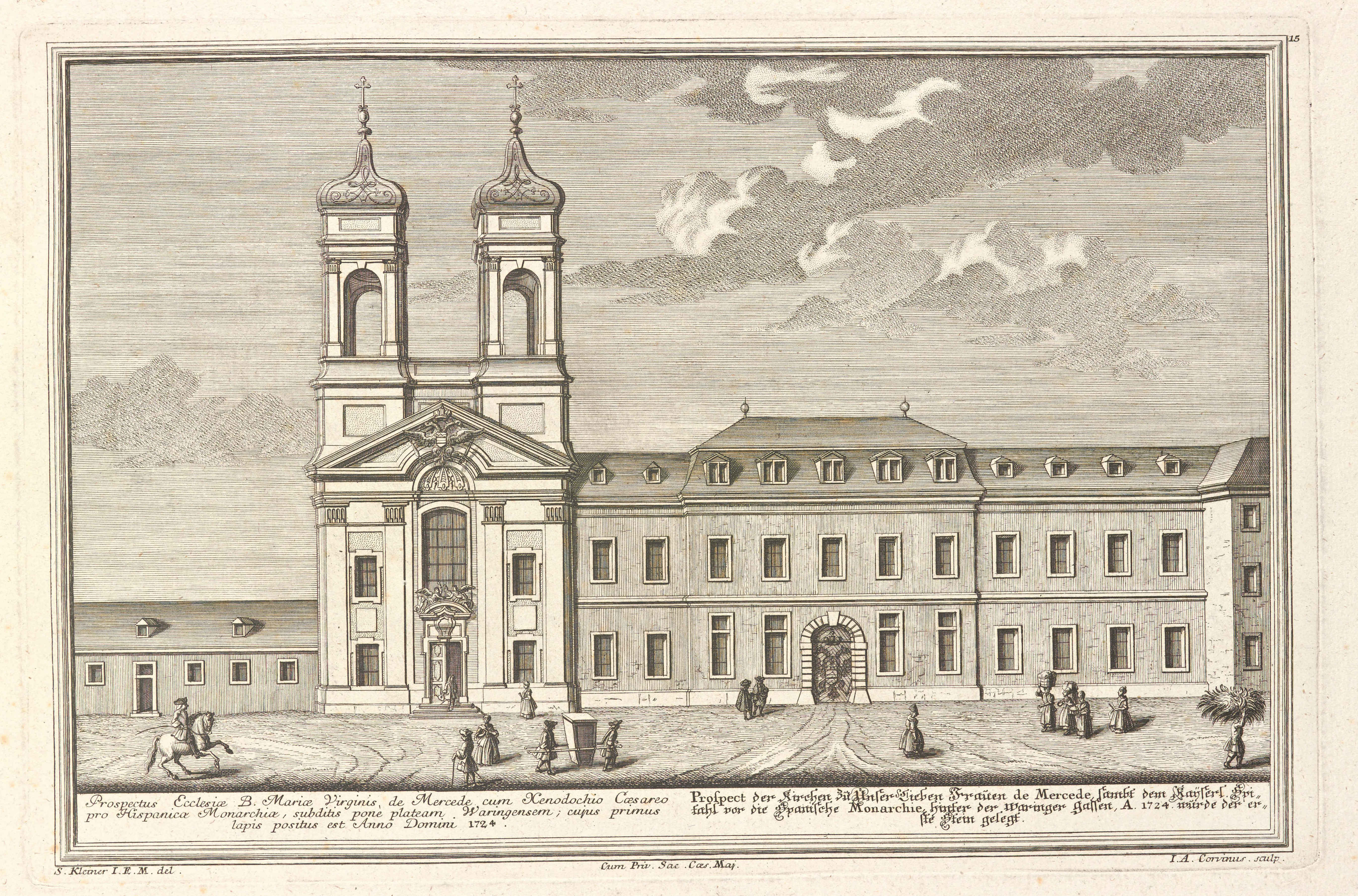
L'hôpital espagnol et l'église de Santa Maria de Mercede, gravure de Salomon Kleiner, vers 1735.

L'ancien hôpital espagnol abrite aujourd'hui le séminaire et l'Institut Erwin Schrödinger de physique mathématique.

### N°16: ancienne Académie consulaire
L'Académie impériale et royale consulaire est issue de l'Académie orientale fondée par Marie-Thérèse. Le palais, construit en 1903/04 par Ludwig Baumann dans le style néo-baroque, fut occupé en 1904 par l'Académie consulaire, qui se trouvait auparavant dans le Theresianum. Après l'Anschluss de 1938, l'académie consulaire fut fermée. Après la Seconde Guerre mondiale, le bâtiment fut remis aux forces d'occupation américaines et l'ambassade des États-Unis d'Amérique y est installée depuis 1947.
Pour des raisons de sécurité, la Boltzmanngasse, située devant l'ambassade, est fermée à la circulation automobile depuis 1998. Elle n'est donc pas entièrement accessible, mais est ouverte aux piétons et aux cyclistes.

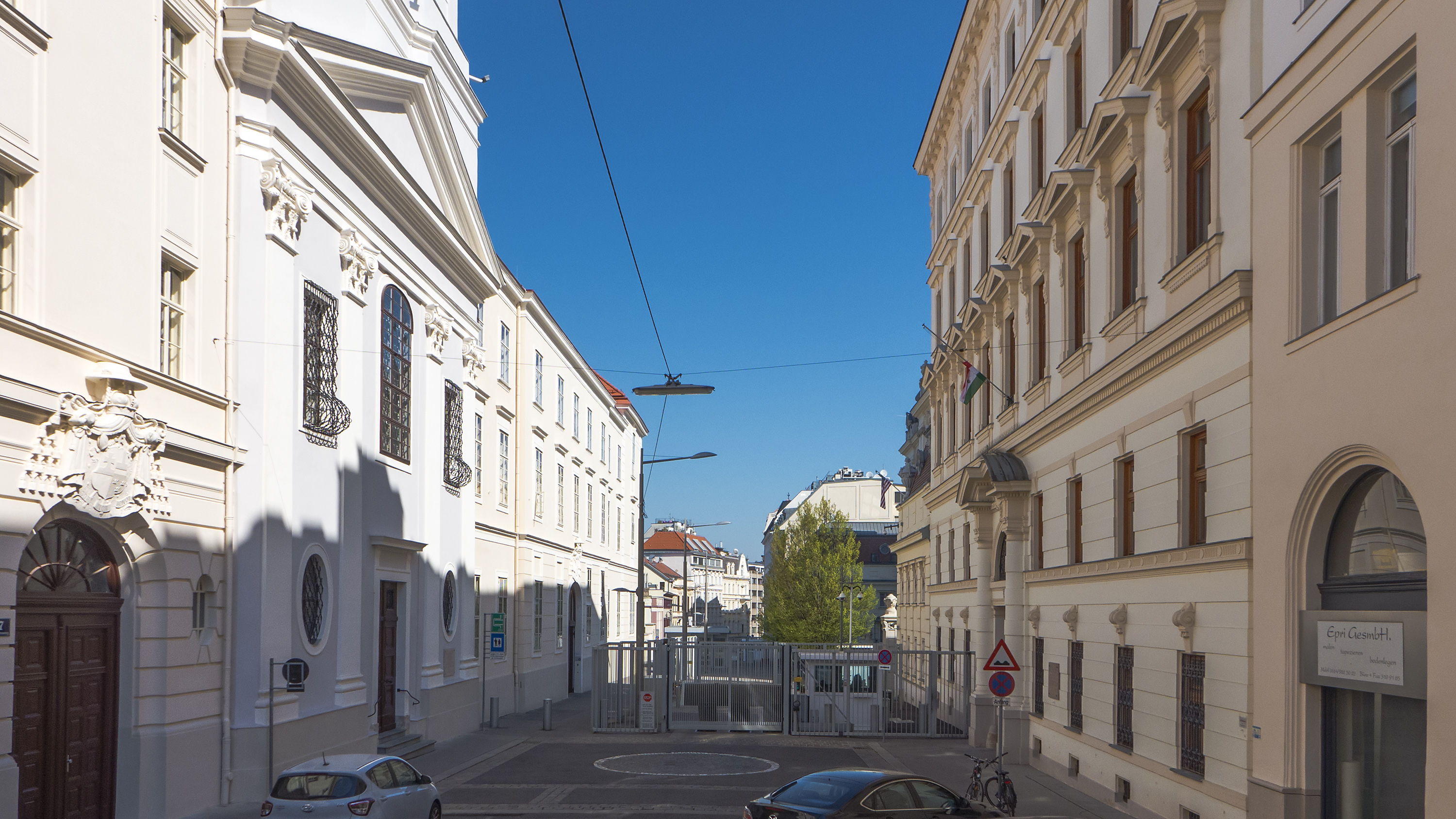
Boltzmanngasse, église Santa Maria de Mercede (à gauche), ambassade des États-Unis (au milieu)
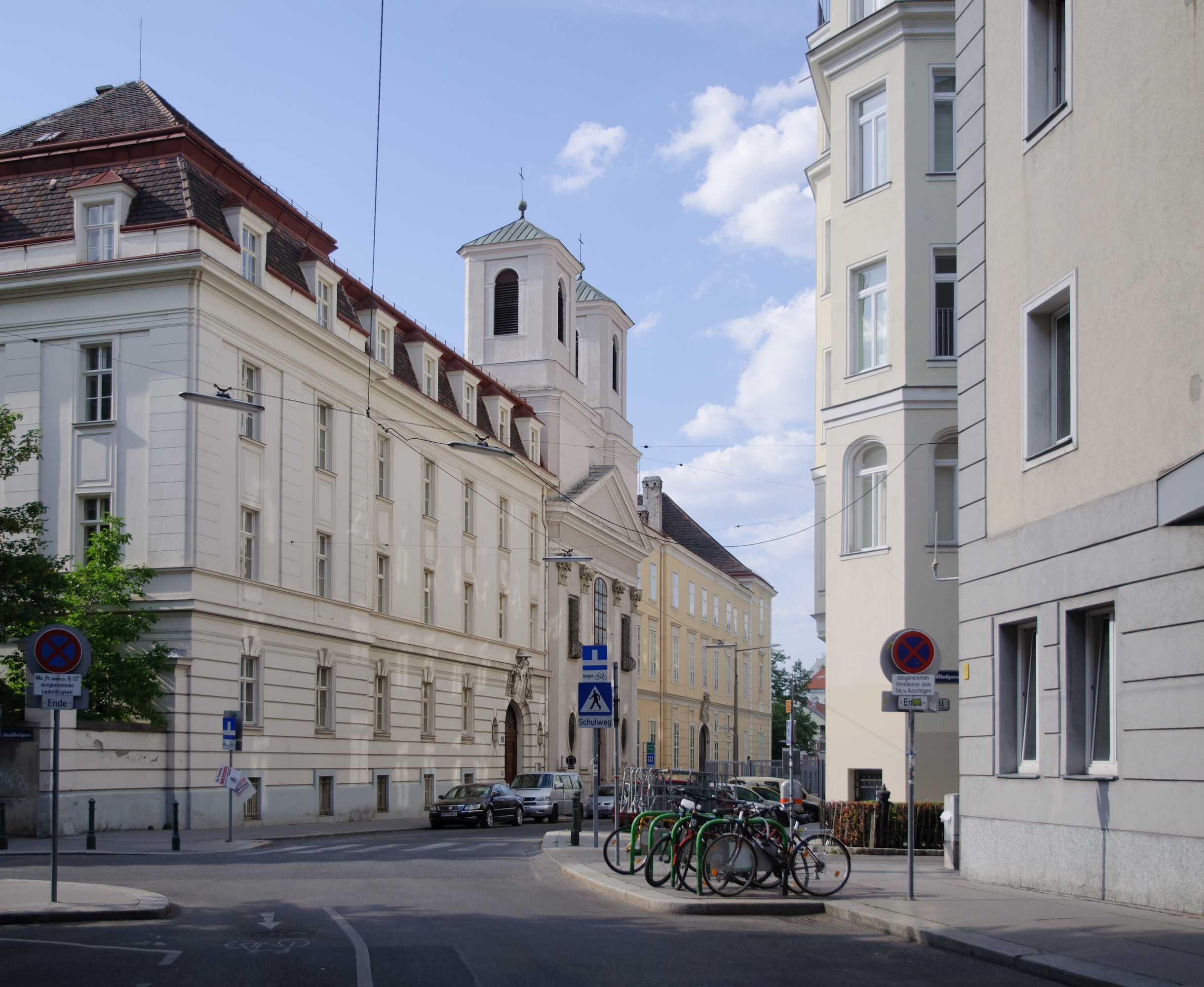
Séminaire dans l'ancien hôpital espagnol
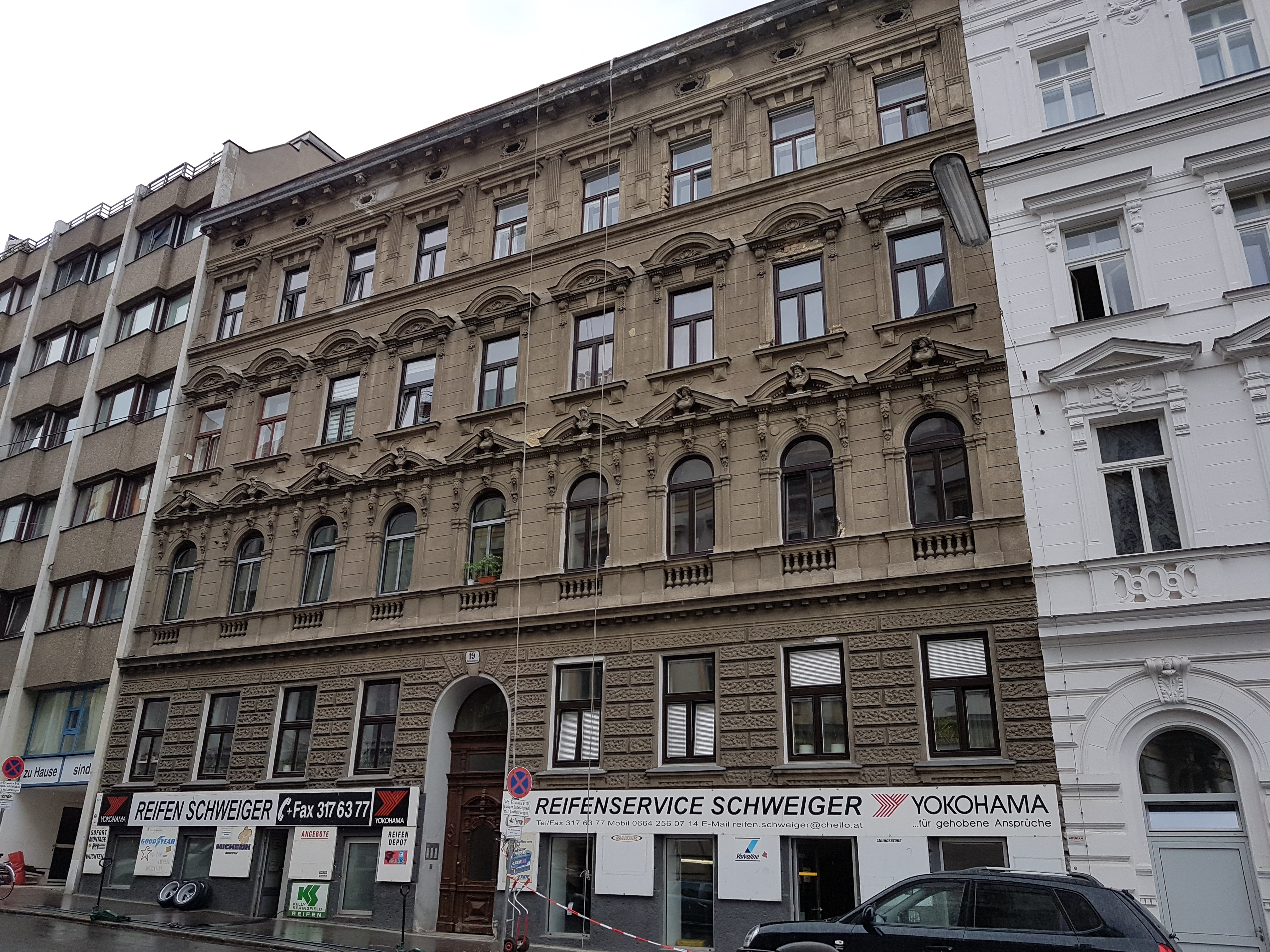
Numéro 19
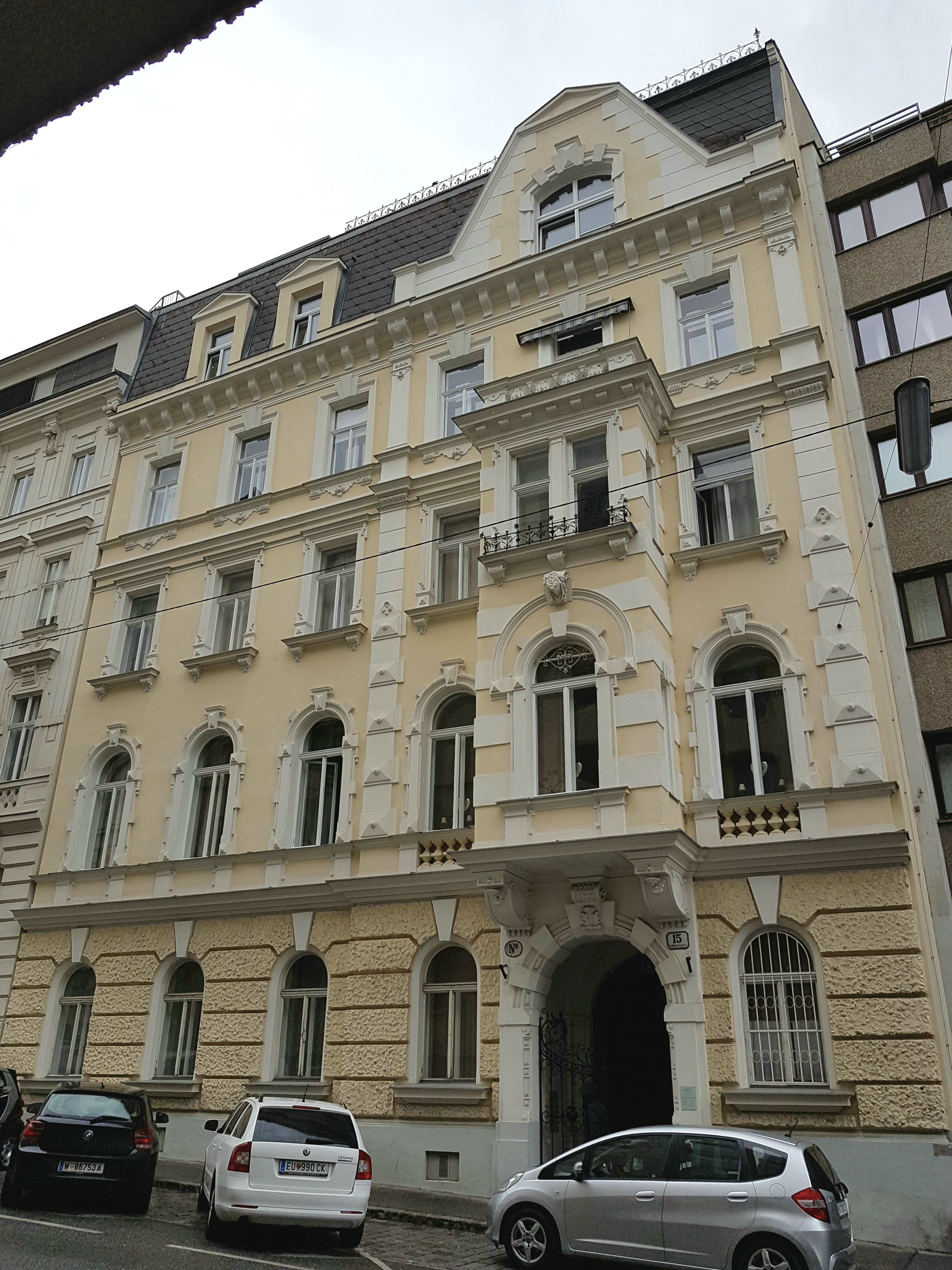
Numéro 15